# Boygirl - Questione di... sesso
Boygirl - Questione di... sesso (It's a Boy Girl Thing) è un film del 2006 diretto da Nick Hurran.
I protagonisti della pellicola sono Samaire Armstrong e Kevin Zegers.

## Trama
Nell Bedworth e Woody Deanne sono vicini di casa e compagni di scuola, ma pur conoscendosi fin dall'infanzia non sono mai andati d'accordo. Durante una gita scolastica finiscono per litigare all'interno di un museo, proprio davanti a una statua azteca. La statua sembra in qualche modo lanciare una maledizione sui due ragazzi, che l'indomani mattina si risvegliano l'uno nel corpo dell'altra.
I due cercano di fare finta di nulla e ognuno vive la vita dell'altro. Il ragazzo arriva quasi al punto di farle perdere la verginità andando a letto con un ragazzo. Nell invece fa lasciare il ragazzo con la fidanzata Breanna.
I due ragazzi però devono anche prepararsi a vicenda per superare degli esami importanti. Woody deve insegnare a Nell a giocare a football in modo che realizzi il suo sogno, mentre Nell deve istruire Woody perché sia ammesso alla Yale.
Dopo aver passato così tanto tempo insieme i due ragazzi si innamorano e a quel punto l'incantesimo finisce e ognuno torna quindi nel proprio corpo, pronti per stare insieme.

## Colonna sonora
- Shake It Fast / Shake Ya Ass - Mystikal
- You Ain't Seen Nothing Yet - Bachman-Turner Overdrive
- Without Me - Eminem
- Baby Got Back - Kevin Zegers
- Hush - Deep Purple
- Groupie - Deep Varacouzo
- Jenny from the Block - Samaire Armstrong
- Red Carpet Pimpin - Marz
- Candle in the Wind - Elton John
- Filthy / Gorgeous - Scissor Sisters
- Only Trying to Help - Orson
- Bounce - DJ Assault
- Red Dress - Sugababes
- Boy Girl Thing - Mpho Koaho
- Push the Button - Sugababes
- Be Strong - Fefe Dobson
- Life Not Living - Dance Yourself to Death
- Goodbye to Romance - Ozzy Osbourne
- I Think We're Alone Now - Girls Aloud
- High - James Blunt
- Let's Get It Started - The Black Eyed Peas